# Distretto di Mórahalom
Il distretto di Mórahalom (in ungherese Mórahalmi járás) è un distretto dell'Ungheria, situato nella contea di Csongrád-Csanád.